# Lagenorhynchus obscurus
Lagenorhynchus obscurus (Глекорил темний) — вид ссавців з родини Дельфінові (Delphinidae) ряду китоподібні. 

## Опис
Довжина: до 2,1 м; Вага 40–80 кг. Є 24–36 пар маленьких, гострих зубів близько 3 мм в діаметрі на кожній щелепі. Верхня щелепа зазвичай має на 2 менше зубів, ніж нижня.
Відносно невеликий, компактний дельфін, якого легко впізнати за рівномірно пологою головою від дихала до кінчика носа. Як передбачає назва, спина і хвіст цього виду є смаглявого синювато-чорного кольору, з темною смугою по діагоналі через боки до хвоста. Низ білий, а кінчики морди і нижньої щелепи темні. Сіра зона проходить від ока до плавця, а також дві кремові смуги тягнуться від хвоста до тупого спинного плавника.

## Поширення
Живе практично скрізь у південній півкулі, особливо високі концентрації L. obscurus знайдені навколо Нової Зеландії, Тасманії, Південної Австралії та Південно-Західної Африки. Популяції також знаходяться навколо західного узбережжя Південної Америки, але очевидно, розділені як географічно, так і біологічно проміжком, що охоплює 1000 кілометрів чилійського узбережжя. Особини, на північ від цього поділу більші, ніж ті, що на південь, й іноді розглядаються як окремі підвиди. Це прибережний вид, як правило, живе над континентальними шельфами і схилами.

## Поведінка
Це дуже соціальний вид, іноді зустрічаються стада більше 1000 особин, хоча групи від 20 до 500 більш поширені. Великі групи часто об'єднуються, щоб спільно полювати на здобич, яка дуже різноманітна і включає в себе анчоусів, кальмарів та креветок. Вид може також харчуватися в нічний час. L. obscurus часто єднається з іншими китоподібними, і вважається одним з найбільш акробатичних серед усіх дельфінів, легко наближається до човнів, щоб зловити хвилю, і часто стрибає високо з води, перекидаючись у повітрі.

## Життєвий цикл
Парування, як вважають, відбувається навесні, одне дельфіненя, народжується після періоду вагітності 11 місяців, завдовжки близько 55–70 сантиметрів при народженні. Пологи зазвичай досягають максимуму в літній період (з листопада по лютий) навколо Нової Зеландії і Аргентини, а також в зимовий період (з серпня по жовтень) навколо Перу. Потомство годується молоком близько 18 місяців.

## Загрози та охорона
М'ясо користується попитом в Перу і використовується як приманка для акул. Потрапляє в сіті й на нього ведеться незаконне гарпунне полювання. Хоча вважається відносно чисельним у всьому діапазоні, дуже мало пошукових робіт проводилося і демографічні оцінки відсутні.
Полювання на вид було заборонене в Перу в 1996 році, і цьому виду також пропонується деякий захист в рамках потрапляння в Додаток II Конвенції про міжнародну торгівлю видами, які знаходяться під загрозою зникнення (СІТЕС). Комерційне спостереження за дельфінами в даний час є сильною галуззю в Новій Зеландії.